# Шплитсдорф
Шплитсдорф (нем. Splietsdorf) — община в Германии, в земле Мекленбург-Передняя Померания.
Входит в состав района Северная Передняя Померания. Подчиняется управлению Францбург-Рихтенберг.  Население составляет 512 человек (на 31 декабря 2010 года). Занимает площадь 26,29 км².